# 피터 켈레건
피터 켈레건(영어: Peter Keleghan, 1959년 9월 16일 ~ )은 캐나다의 배우, 성우이다.
몬트리올에서 태어났다.

## 방송
- 18 투 라이프 시즌2
- 18 투 라이프 시즌1

## 영화
- 18 투 라이프 시즌1 (2010년)
- 레슬리, 내 이름은 악마 (2009년) - 월터 역
- 쿠퍼스 카메라 (2008년)
- 더 버터플라이 (2007년) - 칼 그랜저 역
- 나이아가라 모텔 (2005년)
- 엘로이즈 무도회 소동 (2003년)
- 내야의 천사들 (2000년)
- 진저 스냅 (2000년)
- 스파이 인 노스코리아 (1999년)
- 블러드 레인 (1998년)
- 할리퀸 - 디스 매터 오브 메리지 (1998년)
- 미스테리 특급 2 (1996년)
- 가족 만들기 소동 (1995년)
- 스크류볼스 (1983년)
- 치어스 (1982년)